# Hrimgerd
Hrimgerd (stnord. Hrímgerðr = "mrazna Gerd") je mrazna divica u nordijskoj mitologiji. Spominje u Staroj Eddi.